# Homps (Gers)
Homps é uma comuna francesa na região administrativa de Occitânia, no departamento de Gers. Estende-se por uma área de 9,24 km². Em 2010 a comuna tinha 108 habitantes (densidade: 11,7 hab./km²).